# Observatoire de Marseille
Das Observatoire de Marseille (Observatorium von Marseille) ist ein astronomisches Observatorium, das durch die Universität der Provence Aix-Marseille I betrieben wird.
Es befindet sich in Marseille, Frankreich. Nach seiner Einrichtung wurde hier von Édouard Stephan eine Gruppe von Galaxien im Jahre 1877  entdeckt, die als Stephans Quintett bekannt sind. Die Sternwarte wurde ursprünglich vor der Stadt gebaut; heute befindet sie sich, durch das Wachstum Marseilles, innerhalb des Stadtgebiets.